# El Piedra
El Piedra (The Missed Round) es una película colombiana de 2018 de Miramar Entertainment dirigida por Rafael Martínez Moreno, producida por Alejandra Quintero, y protagonizada por actores naturales de la ciudad de Cartagena. Hizo parte de la selección oficial del Festival de Cine Iberoamericano de Huelva, España donde ganó el Premio ‘Llave de la libertad’, que conceden los internos del Centro Penitenciario de Huelva, y el Premio a la ‘Película más Solidaria’. También ganó el Premio del Público en la cuarta edición del Bogotá International Film Festival. Fue seleccionada como la película de apertura de la sección Cine en los Barrios del FICCI 59°  . Luego de participar en el Festival de Cine Global Dominicano, en el Colombian Film Festival de NY y en el Chicago Latino Film Festival, fue seleccionada en el 68th Internationales Filmfestival Mannheim-Heidelberg  en la competencia internacional para el Grand Newcomer Award y el Talent Award, y en la sección Panorama Internacional del Festival de Internacional de Cine de El Cairo. Recibió tres nominaciones a los Premios Macondo 2019; con Manuel Álvarez Valdelamar como Mejor Actor Protagonista, y Juan Carlos Pellegrino a Mejor Música y Mejor Canción.
Su estreno comercial en Colombia fue el 16 de mayo de 2019 con distribución de Cine Colombia, y en Canadá, los Estados Unidos y Puerto Rico por HBO. Su agente de ventas internacional es Latido Films.

## Sinopsis
Reynaldo "El Piedra" Salgado es un boxeador más acostumbrado a perder que a ganar. De la nada aparece Breyder, un niño que dice ser su hijo y le pide que le enseñe a boxear. Reynaldo encontrará un nuevo motivo para salir adelante, y Breyder aprenderá a conocer a la persona que hay detrás del boxeador.

## Reparto
- Manuel Álvarez
- Issac Martínez
- Aníbal González
- Mirla Aaron
- Hugo Urruchurto